# Élections législatives fédérales belges de 2019 dans la province d'Anvers
 (décembre 2021).
 Les élections législatives fédérales belges de 2019 ont lieu le dimanche 26 mai 2019  dans la circonscription d'Anvers afin d'élire 24 membres de la 55e législature de la Chambre des représentants pour un mandat de cinq ans.
La N-VA garde la première place mais perds trois sièges tandis que le Vlaams Belang effectue une percée et atteint la seconde place. 
Les chrétiens-démocrates et les socialistes perdent chacun un siège. Le Parti du Travail passe pour la première fois le seuil électoral dans cette province et remporte deux sièges.

## Résultats
| Parti                     | Parti                     | Voix      | %     | +/-  | Sièges | +/-           |
| ------------------------- | ------------------------- | --------- | ----- | ---- | ------ | ------------- |
|                           | N-VA                      | 361 022   | 31,23 | 8,2  | 8      | 3             |
|                           | VB                        | 217 333   | 18,80 | 11,8 | 5      | 3             |
|                           | CD&V                      | 128 036   | 11,07 | 5,0  | 3      | 1             |
|                           | Groen                     | 127 131   | 11,00 | 1,1  | 2      | en stagnation |
|                           | Open Vld                  | 111 505   | 9,64  | 0,6  | 2      | en stagnation |
|                           | sp.a                      | 93 114    | 8,05  | 3,5  | 2      | 1             |
|                           | PTB/PvdA                  | 88 430    | 7,65  | 3,1  | 2      | 2             |
|                           | DierAnimal                | 13 544    | 1,17  | 1,2  | 0      | en stagnation |
|                           | D-SA                      | 3 605     | 0,31  | 0,3  | 0      | en stagnation |
|                           | PV&S                      | 3 217     | 0,28  | 0,3  | 0      | en stagnation |
|                           | Volt Europa               | 1 669     | 0,14  | 0,1  | 0      | en stagnation |
|                           |                           |           |       |      |        |               |
| Suffrages exprimés        | Suffrages exprimés        | 1 156 127 | 96,32 |      |        |               |
| Votes blancs et invalides | Votes blancs et invalides | 44 187    | 3,68  |      |        |               |
| Total                     | Total                     | 1 200 314 | 100   | -    | 24     | en stagnation |
| Abstentions               | Abstentions               | 141 136   | 10,52 |      |        |               |
| Inscrits / participation  | Inscrits / participation  | 1 341 450 | 89,48 |      |        |               |